# Bofarreira
Bofarreira (crioll capverdià Bofaréra) és una vila a la part nord de l'illa de Boa Vista a l'arxipèlag de Cap Verd. Es troba al voltant de 10 km a l'est de la capital de l'illa, Sal Rei. Antigament era simplement deserta, ara l'àrea és boscosa perquè s'hi van plantar arbres, la part nord encara és un desert i una gran platja de sorra domina el nord.
Bofarreira va ser un petit assentament amb menys de vint habitants i era connectat només per la pista, que es va convertir en una petita carretera a la dècada de 1970 i vinculada amb Sal Rei i amb Rabil. La porció occidental es va pavimentar. La construcció de la carretera del nord l'illa va començar el 2010 i es va acabar en 2011/2012 La carretera connecta sense passar Sal-Rei i a João Galego.

## Club esportiu
- Onze Estrelas